# たけしの日本教育白書
『たけしの日本教育白書』（たけしのにっぽんきょういくはくしょ、英称：A white paper on education）とは、2005年から2010年までフジテレビ系列で、教育をテーマに毎年1度放送された教育特別番組・討論番組・教養番組であり、ビートたけしの冠番組である。ハイビジョン制作が実施されている。2012年2月25日には後継番組となる『たけしのニッポン人白書』が放送。

## 放送日時
| 回数  | 放送日時                     | 放送総時間       | 視聴率 |
| ----- | ---------------------------- | ---------------- | ------ |
| 第1回 | 2005年11月12日 21:00 - 23:54 | 2時間54分(174分) | 17.4%  |
| 第2回 | 2006年11月11日 18:00 - 23:54 | 5時間54分(354分) | 14.6%  |
| 第3回 | 2007年10月27日 19:00 - 23:55 | 4時間55分(295分) | 15.0%  |
| 第4回 | 2008年11月22日 19:00 - 23:40 | 4時間40分(280分) | 11.2%  |
| 第5回 | 2009年11月22日 19:00 - 23:39 | 4時間39分(219分) | 11.6%  |
| 第6回 | 2010年11月20日 21:00 - 23:10 | 2時間10分(130分) | 11.3%  |

- 5回目となる2009年は、日曜である11月22日に、『探そう!ニッポン人の忘れもの』の第3夜として放送された。これは、2008年10月よりビートたけしがTBS系列で土曜22時台から23時台前半にかけて放送している『情報7days ニュースキャスター』にレギュラー出演しており、4回目の放送日は『Nキャス』をたけしが欠席する事態となったことが一番の理由と考えられ、他に爆笑問題も2009年4月よりTBS系列にて土曜19時台に放送の『キズナ食堂』（2010年3月終了）にレギュラー出演していたことも一因とされる。同年は日曜のゴールデンタイムの放送となったため、当該時間を日本テレビ系枠としているクロスネット局のテレビ大分およびテレビ宮崎での放送は行われず、26局ネットとなった。
- 6回目となる2010年は、2年ぶりに土曜の放送に戻し、11月20日に『土曜プレミアム』枠で『たけしの新・教育白書～「学び」って楽しいぞSP』と改題して放送された。第1回から司会を務めていた爆笑問題が降板[1]し、新たに宮根誠司が登板する。これまで生放送だった放送形式を事前収録に変更するほか、放送時間も大幅に短縮した。土曜への復帰は2010年10月よりフジテレビが日曜21時台にドラマ枠（『ドラマチック・サンデー』。後の2013年3月に廃枠）を新設したことが理由と考えられる。たけしは同日の『Nキャス』を欠席した（本番組は事前収録であったが二重出演になるため欠席）。また、この回はステレオ放送でなく従来のモノラル放送が実施された。

## 出演者

### 司会
- ビートたけし
- 爆笑問題（太田光・田中裕二） - 第1回 - 第5回
- 宮根誠司 - 第6回

### 進行
以下はすべてフジテレビアナウンサー
- 佐々木恭子（第1、2、4回）
- 西山喜久恵（第2回）
- 高島彩（第3回）
- 伊藤利尋（第4回）
- 大島由香里（第4回）
- 加藤綾子（第6回）

## ゲストパネラー

### 第1回
- 横峯良郎
- ガダルカナル・タカ
- 原日出子
- 三田寛子
- 中島知子
- 大泉洋（TEAM NACS）
- 三田紀房
- 尾木直樹
- 爆笑問題

### 第2回
- 関根勤
- 石原良純
- 宮崎哲弥
- 平山あや
- ガダルカナル・タカ
- 橋下徹
- 原日出子
- 小川菜摘
- ユンソナ
- 山本博
- 尾木直樹

18・19時台のみ
- テリー伊藤
- 義家弘介
- 諸富祥彦

22時半過ぎ - 23時台
- 久米宏

23時台
- 石原慎太郎

### 第3回
- 石原良純
- 尾木直樹
- ガダルカナル・タカ
- 高畑淳子
- 橋下徹
- 原日出子
- マツコ・デラックス
- 三船美佳
- 宮崎哲弥
- YOU

特別ゲスト
- 小倉智昭
- 久米宏
- テリー伊藤
- 東国原英夫（宮崎県知事）（テレビ宮崎のスタジオから）
- 舛添要一（厚生労働大臣）
  - 今回の放送が10月下旬となったのは、11月から2007年ワールドカップバレーボールの中継が行われるため。

### 第4回
- ガダルカナル・タカ
- 石原良純
- 兵藤ゆき
- 山本博
- 原日出子
- 尾木直樹
  - 2ちゃんねる上で太田の殺害を予告する書き込みをして逮捕された人物が出演し、太田と直接対話することが発表された。

### 第5回
- 地井武男
- ガダルカナル・タカ
- 石原良純
- 原日出子
- 小川菜摘
- 黒谷友香
- 品川祐
- 矢口真里
- 尾木直樹

21時頃-
- 橋下徹
- 勝俣州和

### 第6回
- 荒俣宏
- 石原良純
- 尾木直樹
- ガダルカナル・タカ
- 千秋
- 千原ジュニア
- ミッツ・マングローブ
- 宮崎美子
- 森泉
- 柳原可奈子

特別ゲスト
- 池上彰
- 鈴木章

## スタッフ
第6回
- プロジェクトリーダー：織田雅彦（フジテレビ）
- 構成：川島浩司（第1〜4,6回）／ 大野剛（第5,6回）、田代裕、水野将良
- リサーチ：フリード、ジーワン
- ＴＤ／ＳＷ：石田智男（フジテレビ）
- ＣＡＭ：星谷健司（フジテレビ）
- ＶＥ：岡澤聡（フジテレビ）
- ＡＵＤ：福田敦史（フジテレビ）
- 照明：佐々木宏文
- 美術プロデューサー：井上明裕（フジテレビ）
- セットデザイン：鈴木賢太・宮川卓也（フジテレビ）
- 美術進行：平山雄大（第5,6回）
- 大道具：浅見大
- 大道具操作：小林秀二
- アクリル装飾：児玉希生
- 電飾：中尾学
- 電飾・集計：平野寛
- 特殊装置：青木紀和
- アートフレーム：菅沼和海
- マルチ：丸山明道
- 装飾：武田正邦
- 衣裳：佐藤和代
- メイク：山田かつら
- ＣＧ：関谷美岐・神保聡・木本禎子（フジテレビ）
- ＣＧ送出：末吉寿美子・高梨菜美子（フジテレビ）
- 編集：高藤雅志、奥河内晋作、亮木雄大
- ＭＡ：小嶋雄介
- 音響効果：原田慎也、桧山賢至
- 編成：高盛浩和（フジテレビ）、河端由梨子（フジテレビ、第5,6回）
- 広報：小出和人（フジテレビ）
- 広告宣伝：稲葉恵子（フジテレビ、第4〜6回）
- ＴＫ：高橋由佳
- 制作デスク：田中万貴（フジテレビ）
- 制作進行：荒木千尋・佐藤可奈（フジテレビ）
- ＡＤ：市村友希、東和孝、中村優衣、齋田悠、桑原礼奈、田邊聡、竹田愛彩
- ディレクター：石川裕子・平岡大二郎・高橋龍平・山下俊一・小津美和・中川実尚子・宮崎能暢・伊藤英里子（フジテレビ）、藤村和憲・天野雄太（EAST ENTERTAINMENT）、浦恵一（K-ten）
- オブザーバーＤ：上西浩之（EAST ENTERTAINMENT）
- スーパーバイザー：花岡圭一郎（ZION、第4回まで総合演出、第5回以降はスーパーバイザー）
- 総合演出：宮下佐紀子（フジテレビ）
- プロデューサー：宗像孝・西村朗・内ヶ崎秀行（フジテレビ）、佐久間大介（EAST ENTERTAINMENT）
- チーフプロデューサー：塩田千尋（フジテレビ）、角井英之（EAST ENTERTAINMENT）
- 技術協力：共同テレビ、FLT、サンフォニックス、明光セレクト、マルチバックス、スタジオヴェルト、メディアハウスサウンドデザイン
- 企画協力：オフィス北野
- 制作協力：EAST ENTERTAINMENT（第5回まではイースト表記）
- 制作：フジテレビ情報制作局・情報制作センター
- 制作著作：フジテレビ

### 過去のスタッフ
- 情報制作局教育プロジェクト：西渕憲司／日向栄二、時澤正、味谷和哉（第2,3回は協力Ｐ）、五十嵐英次（第2回のみ）、角谷公英、宗像孝、濱潤（第3回のみ）、岡康治、塩田千尋（第1〜3回はＰ）
- ニッポン人の忘れものプロジェクト（第5回のみ）：西渕憲司／日向栄二、味谷和哉、福原伸治、大野貢、岡康治、角谷公英、中村百合子、内ヶ崎秀行
- チーフプロデューサー：大野高義（フジテレビ、第1〜5回）
- プロデューサー：小林登（フジテレビ、第2〜4回）、古山洋也（ZION）
  - 第2回：丹羽和重（フジテレビ）、小竹実千代（イースト）
  - 第3回：中村百合子（フジテレビ）
  - 第4回：渡辺俊介（フジテレビ）
- 総合演出：尾形征輝（フジテレビ、第5回）
- ディレクター
  - 第2回：佐塚弘一・森下忠行・佐藤佳史・秋葉英行・渡辺貴・濵本幸治・西村陽次郎・杉崎朋子・中里弘毅・野上千草・見田圭司（フジテレビ）、小林悟史・大橋圭史（イースト）、倉田敬之・上原千絵（ZION）／福原伸治・豊田亮介・佐々木明日香（フジテレビ）
  - 第3回：魏治康・若林美樹・石田央美・濱田有里・浅野真紀子・島本講太・湯瀬裕志（フジテレビ）、藤村和憲（イースト）、福岡隆幸（ZION）
  - 第4回：宮澤健一・川上大輔・野村大吾・荒木勲・宮崎能暢・田部井一真・徳武洋介（フジテレビ）、阪本香子・鎗水貴史（イースト）、松村隆（PLAMO）、福岡隆幸（ZION）
  - 第5回：張江泰之・森憲一・牧原太蔵・池田綾子・井上国英・糸川・加藤正臣・三浦淳信・藤村美里（フジテレビ）、福岡隆幸・勝俣晋（ZION）、西本篤史・長島翔（イースト）、町井由佳、峰添忠（クリエイティブネクサス）
- 構成：わぐりたかし
  - 第2,3回：大井達朗
  - 第2〜5回：秋葉高彰、野口悠介
  - 第2回：小懸芳仁、ねだしんじ、関盛秀、野尻靖之、溝端隆三
  - 第3回：川原慶太郎
  - 第3,4回：黒岩勉
  - 第4回：藤原琢也、津布楽リカ
  - 第5回：いとうしげゆき／石井成和、村上健夫、河合秀仁、梅村真也、嵯峨野功一、林賢一
- リサーチ：インテージ（第5回）
- 協力プロデューサー：清水哲也（ドキュメンタリージャパン）(第2,3回)、中川幸美（クリエイティブネクサス、第5回）
- ＡＰ：長瀬徹（ZION）、永辻貴子（イースト、第4回）
- ＡＤ：瀧秀一（フジテレビ、第2回）、玉井裕二（第3回）
- 演出補：藤村美里（フジテレビ、第2回）、郡薫子（フジテレビ、第3回）、玉井裕二（第4回）
- 制作進行：高橋洋子（第5回）
- 編成：大野貢（フジテレビ、第2〜4回）、金井卓也（フジテレビ、第5回）
- 広報：植村綾（フジテレビ、第5回）
- 広告宣伝：吉田和江（フジテレビ、第2回）、鈴木文太郎（フジテレビ、第3回）
- 広告デザイン：吉澤正美（フジテレビ、第5回）
- 音楽：大島ミチル
- 照明：河村清太郎（フジテレビ、第2,3回）
- セットデザイン：棈木陽次（フジテレビ、第1〜4回）
- 美術進行：塚原淳司（第2〜4回）
- マルチモニター
  - 第2回：東京チューブ、エイケイ
  - 第3,4回：テルミック
- ＣＧ：佐藤康夫（フジテレビ、第2〜5回）、宮門裕（第2回）、北岡誠（第3,4回）、千代祥子（フジテレビ、第5回）
- 音響効果：橅木正志（スカイウォーカー、第3回）、武田拓也・四元裕二（メディアハウスサウンドデザイン）
- ＶＴＲ編集：安井純治、江崎賢、居川貴美晃 / 長南敏直（第3回）
- ＭＡ：村松勝弘 / 澤田朋子（第3回）
- タイムキーパー：中里優子（第1〜5回）
- 技術協力：ビームテレビセンター（第3回）、田中電設[リンク切れ]
- 企画協力：タイタン(第2〜5回)
- 制作協力：ザイオン(第1〜5回)、ドキュメンタリージャパン(第2,3回)